# Mullica Township
Pour les articles homonymes, voir Mullica.
Mullica Township est une municipalité américaine située dans le comté d'Atlantic au New Jersey.
Lors du recensement de 2010, sa population est de 6 147 habitants. La municipalité s'étend sur 56,9 milles carrés (147,37 km2), dont 0,48 milles carrés (1,24 km2) d'étendues d'eau.
Le township est formé à partir de Galloway Township en 1838. Une partie de son territoire forme Egg Harbor City en 1858 puis Hammonton en 1866. Il doit son nom à Eric Pålsson Mullica (en), un colon originaire de Suède.